# Dulce Nombre (kommun)
Dulce Nombre är en kommun i Honduras.   Den ligger i departementet Departamento de Copán, i den västra delen av landet, 190 km väster om huvudstaden Tegucigalpa. Antalet invånare är 4 481. Arean är 31 kvadratkilometer.
Terrängen i Dulce Nombre är lite kuperad.